# Ulrike Aspöck

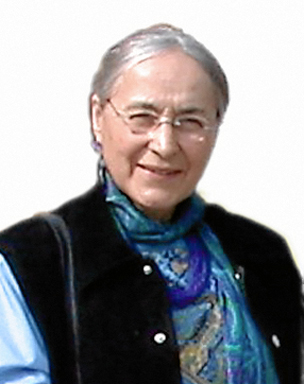
Ulrike Aspöck, 2003

Ulrike Aspöck (geborene Pirklbauer; * 12. Juli 1941 in Linz) ist eine österreichische Entomologin.

## Leben
Ulrike Pirklbauer ist das erste von drei Kindern des Ingenieurs Johann Pirklbauer (1915–2003) und seiner Frau Rosa (* 1919) geborene Hofer. Durch die Teilnahme an den kommunistischen Streiks 1950 wurde der Vater fristlos entlassen und verlor auch seine Dienstwohnung. Die Familie wechselte in der folgenden Zeit häufig den Wohnort, lebte in St. Pölten, Obermühl, Windischgarsten, Leoben, Oberau und blieb dann schließlich in Windischgarsten. Ihre Matura legte Ulrike Pirklbauer 1960 am Bundesrealgymnasium Leoben ab. Seit dem Wintersemester 1960/61 studierte sie Biologie an der Universität Innsbruck. Ihre akademischen Lehrer waren der Limnologe und Phylogenetiker Otto Steinböck (1893–1969), der Ökologe und Entomologe Heinz Janetschek (1913–1997), der Ökotoxikologe Hannes an der Lan (1909–1982), sowie die Botaniker Arthur Pisek (1893–1975), Helmut Gams und Walter Larcher. Weitere Studienorte waren München und Wien.
Ulrike Pirklbauer heiratete am 16. November 1963 ihren Kommilitonen Horst Aspöck, der 1964 ein Insekt nach ihr benannte. Ihr einziger Sohn Christoph (1965–2022) war Mediziner und leitete das Institut für Hygiene und Mikrobiologie am Universitätsklinikum St. Pölten bis zu seinem Tod durch ein Burkitt-Lymphom.
1975 wurde Ulrike Aspöck an der Universität Wien zum Dr. phil. promoviert. 1986 wurde sie am Naturhistorischen Museum Wien die Nachfolgerin von Alfred Kaltenbach, dem Kurator für die Insektengruppen Orthoptera, Hemiptera und Neuropterida. 1995 habilitierte sich Ulrike Aspöck und wurde 2001 auf Vorschlag von Hannes F. Paulus zum tit. ao. Universitätsprofessor ernannt. Im Dezember 2006 ging sie in Pension.
Ulrike Aspöck ist weltweit bekannt für ihre Arbeiten zur Entomologie, die sie hauptsächlich zusammen mit ihrem Ehemann Horst veröffentlicht. Hierzu zählen Arbeiten zur Taxonomie und Biologie von Netzflüglerartigen (Neuropteroida), insbesondere Kamelhalsfliegen (Raphidioptera) und Großflüglern (Megaloptera), sowie Arbeiten zur Tiergeographie und zur Geschichte der Entomologie. 1995 erhielten Ulrike und Horst Aspöck für ihre entomologischen Arbeiten die Meigen-Medaille der Deutschen Gesellschaft für allgemeine und angewandte Entomologie. Die Österreichische Entomologische Gesellschaft ehrte Horst und Ulrike Aspöck, deren Forschungspartner Herbert Hölzel sowie Hubert Rausch 2000 mit der Verleihung der Ignaz-Schiffmüller-Medaille.

## Werke (Auswahl)
- Die Raphidiopteren der Nearktis: Insecta Neuropteroidea. Universität Wien, Dissertation, Wien 1974.
- Horst Aspöck, Ulrike Aspöck, Herbert Hölzel: Die Neuropteren Europas: eine zusammenfassende Darstellung der Systematik, Ökologie und Chorologie der Neuropteroidea (Megaloptera, Raphidioptera, Planipennia) Europas. Goecke und Evers, Krefeld 1980, ISBN 3-87263-028-8.
- Systematik und Biogeographie von Neuropteroidea (Insecta: Holometabola). Universität Wien, Habilitationsschrift, Wien 1995.
- Horst Aspöck, Ulrike Aspöck: Neuropterida (Neuropteroidea, Neuroptera sensu lato), Ordnungen 2830. In: Holger Heinrich Dathe (Hrsg.): 5. Teil: Insecta. In: Lehrbuch der Speziellen Zoologie. (begründet von Alfred Kaestner). Zweite Auflage. Band I: Wirbellose Tiere. Spektrum Akademischer Verlag, Heidelberg 2003, ISBN 3-8274-0930-6, S. 540–884 und 887–892.